# 台湾念珠藤
台湾念珠藤（学名：Alyxia taiwanensis）为夹竹桃科念珠藤属下的一个种。

## 扩展阅读
- 維基物種上的相關：台湾念珠藤